# Reunió dels Ecologistes de Burkina
La Reunió dels Ecologistes de Burkina (RDEB) és un partit polític de Burkina Faso.
El candidat de la RDEB Ram Ouédraogo va córrer a les eleccions presidencials del 13 de novembre del 2005, quedant 5è dels 13 candidats amb el 2,04% dels vots.